# キンバイソウ
キンバイソウ（金梅草、Trollius hondoensis）は、キンポウゲ科キンバイソウ属に属する多年草の一種。

## 生育環境
中部地方と近畿地方の山地から亜高山帯のやや湿った草地や林縁に生える。

## 特徴
草丈は40-100 cmで、茎は節ごとに2つにわかれて直立する。葉は節部分から葉柄なしに掌状脈風に出ている。鮮やかな黄色から山吹色で、直径3-4 cmの花をつけるが、花弁のように見えるものは萼で、真ん中の芯のうち外側の太いものが花弁であり、細いものがおしべである。花がウメのように咲き、黄色であることが金梅草と名付けられた。7月中旬から8月中旬頃に開花する。花は高山植物として知られているシナノキンバイやレブンキンバイソウ（Trollius ledebourii var. polysepalus）に似ている。栽培種が宿根草として販売されている。

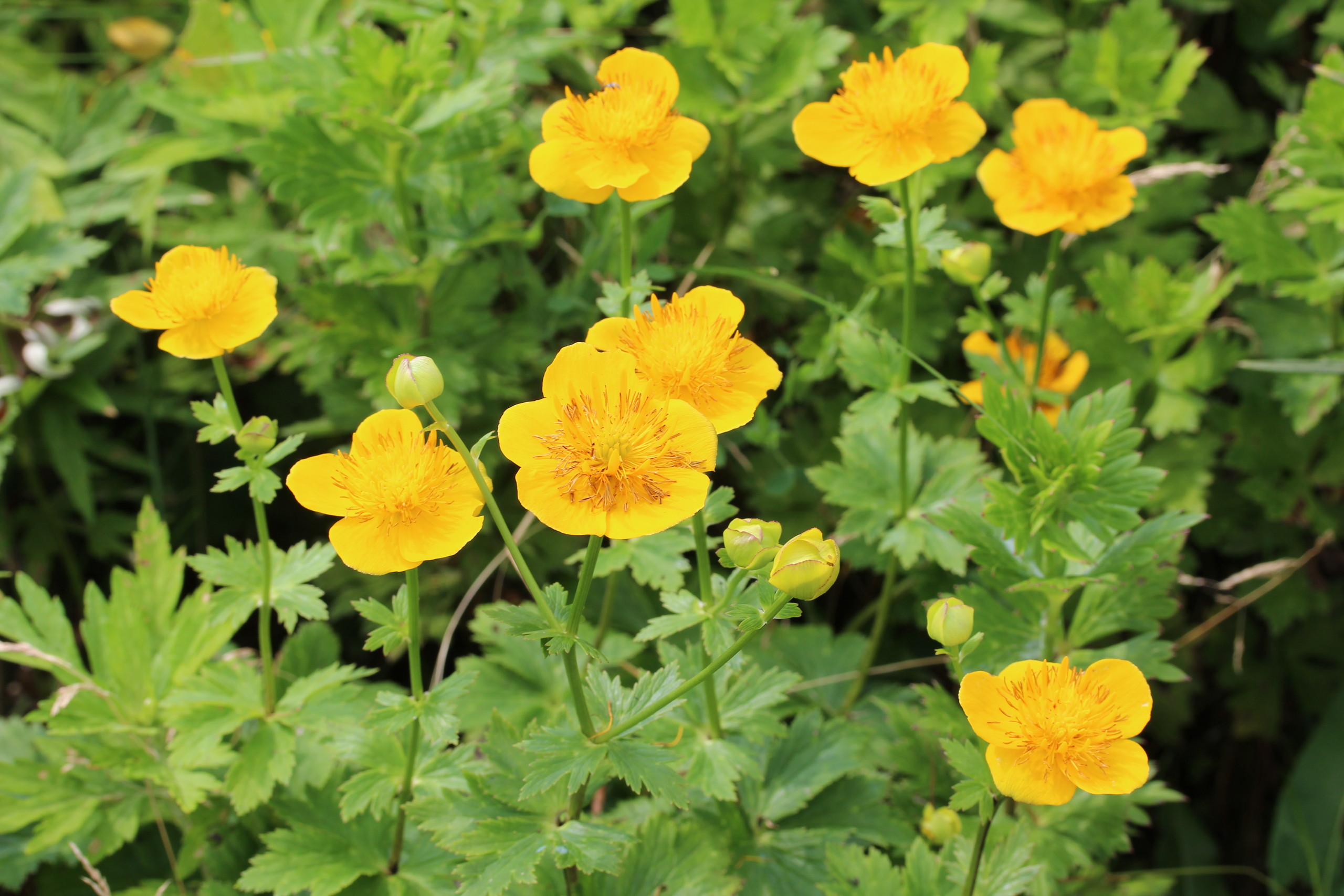
キンバイソウの群落 Trollius hondoensis
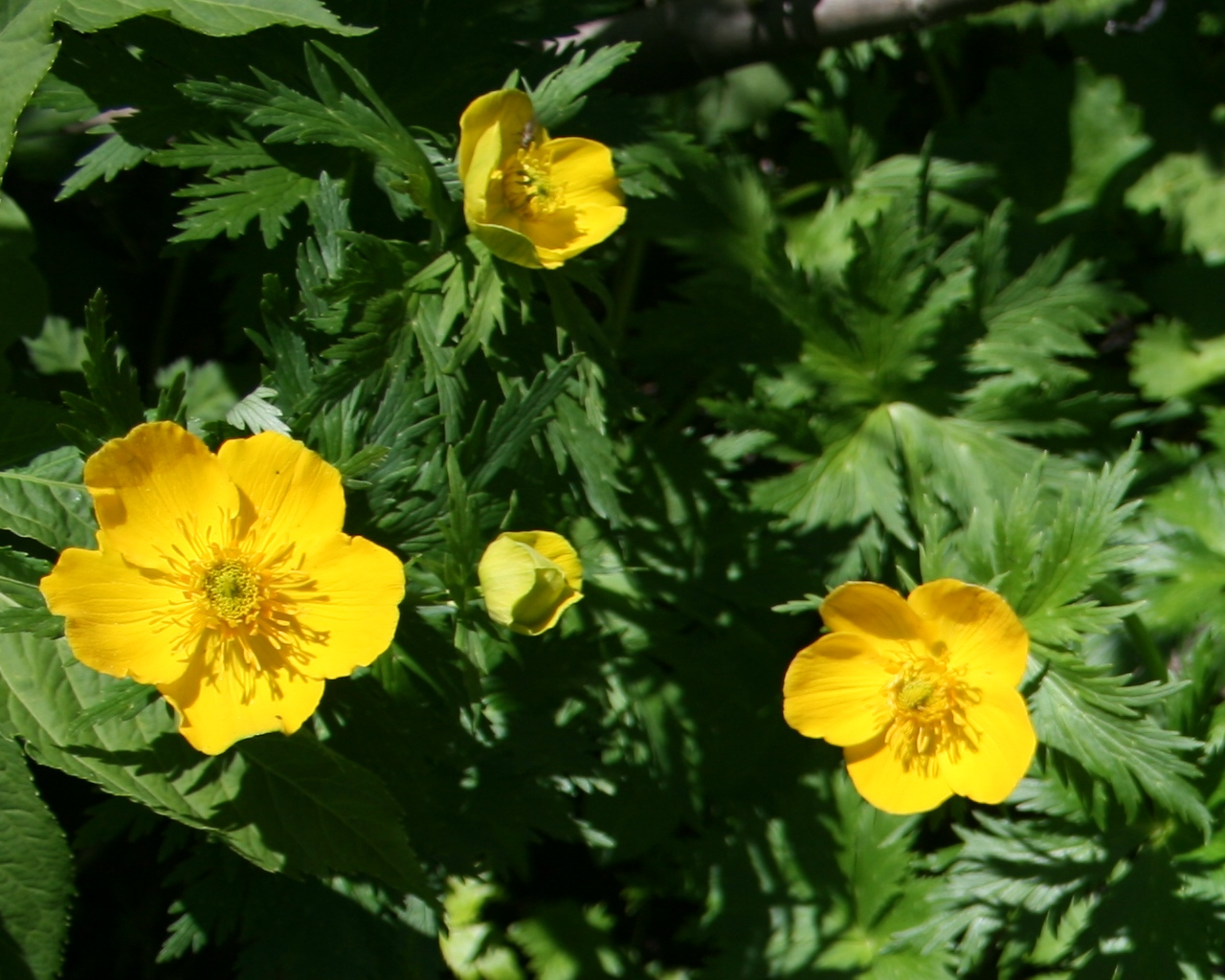
シナノキンバイ Trollius japonicus

## 種の保全状況評価
日本の以下の都道府県により、レッドリストの指定を受けている。
- 絶滅危惧I類 - 石川県[5]
- 情報不足 - 岐阜県
- 分布上重要種 - 滋賀県（伊吹山に自生し[6]、その西限[1]。）